# Frajhajm
Frajhajm je razgibano razpotegnjeno naselje v Občini Slovenska Bistrica, ki ga večinoma sestavljajo gorske kmetije.
Naselje se razteza od nadmorske višine 400 do 1300 mnm tik pod Žigartovim vrhom. Na zgornjem delu naselja sta na robu smučišča cerkev sv. Areha in planinska koča Ruška koča.
Skozi naselje tečeta vodotoka Mala Polskava in Velika Polskava. Pod Preglovo domačijo v Frajhajmu so leta 2005 odkrili do sedaj največje nahajališče kristalov epidota v Sloveniji.